# ابن ميادة
الرماح بن أبرد بن ثوبان الذبياني الغطفاني ويكنى أبو شرحبيل ويقال أبو حرملة، وميادة أمه واشتهر بنسبته إليها، وهو شاعر عربي من المخضرمين من شعراء العصر الأموي والعباسي، كان يهجو الشعراء ويتعرض لهم في شعره، ومدح من الأمويين الوليد بن يزيد وعبد الواحد بن سليمان، ومن العباسيين أبو جعفر المنصور وجعفر بن سليمان، ومن علماء العرب من يراه أشعر قومه وخير من النابغة الذبياني، وأشعر شعراء غطفان في الجاهلية والإسلام. وتوفي عام 149هـ، الموافق عام 766م.
وقد حقق محمد نايف الدليمي بعضا من شعره (مطبعة الجمهور، الموصل 1970 م).